# Romain Jouan
Romain Jouan (* 17. Juli 1985 in Landerneau) ist ein französischer Tennisspieler.

## Karriere
Romain Jouan begann recht spät mit beinahe 20 Jahren damit Profi-Tennisturniere zu spielen. Dort spielte er lange Zeit ausschließlich auf der drittklassigen ITF Future Tour und erreichte 2007 sein erstes Einzelfinale. Den ersten Einsatz auf der höher dotierten ATP Challenger Tour hatte er im selben Jahr in Montauban, als er zum Auftakt verlor. Gegen Ende des Jahres gewann er seinen ersten Future-Titel, wodurch er in der Weltrangliste erstmals in den Top 500 stand. Im Folgejahr siegte er bei zwei weiteren Futures und ihm gelang beim ATP-Turnier in Metz, einem Turnier der ATP World Tour, die Qualifikation, wo er u. a. den Top-100-Spieler Fabio Fognini besiegte, fürs Hauptfeld. Dort überstand er gegen den Weltranglisten-51. Agustín Calleri den Auftakt und verlor gegen Paul-Henri Mathieu im Anschluss. Dadurch verbesserte er sich im Vergleich zum Vorjahr um weitere 50 Plätze und stand in den Top 400.
2009 gewann er zwar keinen Titel bei einem Future, aber erreichte beim Challenger in Cherbourg sein erstes Viertelfinale und stand dank einer Wildcard zudem bei den French Open zum ersten Mal im Hauptfeld eines Grand-Slam-Turniers. Dort blieb er gegen die Nummer 6 der Welt Andy Roddick chancenlos. Seinen einzigen Challenger-Titel der Karriere gewann Jouan im August 2009 in San Sebastián im Doppel. 2010 stand er in einem ATP-Hauptfeld in Montpellier und gewann einen Future-Titel im Einzel sowie zwei weitere im Doppel – bei letzterem gewann er bis 2012 insgesamt fünf Futures. 2011 wurde das erfolgreichste Jahr des Franzosen. Mit einem Halbfinale in Fürth sowie seinem ersten Halbfinaleinzug in Orbetello, schaffte er auch die Qualifikation für die US Open, wo er gegen Tomáš Berdych das Nachsehen hatte. Anfang 2012 stand er mit Platz 209 im Einzel und Rang 206 im Doppel jeweils auf seinem Karrierehoch. Bis zum Jahresende fiel er jedoch aus den Top 350.
2013 gewann er nochmal einen Future-Titel, ehe er Mitte des Jahres wegen einer Schulterverletzung lange pausieren musste.  Auch 2014 und 2015 konnte er nur wenige Turniere spielen. Erst 2016 konnte er wieder regelmäßig Turniere spielen und überraschte bei seinem ersten Turnier des Jahres in Quimper mit vier Siegen in Folge. Wenig später gewann er seinen sechsten und letzten Future-Titel. Nachdem er zwischenzeitlich wieder an den Top 400 kratzte, spielte er 2017 seine letzte Saison als Profi.

## Erfolge
| Legende (Anzahl der Siege)  |
| Grand Slam                  |
| ATP World Tour Finals       |
| ATP World Tour Masters 1000 |
| ATP World Tour 500          |
| ATP World Tour 250          |
| ATP Challenger Tour (1)     |

### Doppel

#### Turniersiege
| Nr. | Datum           | Turnier       | Belag | Partner           | Finalgegner                              | Ergebnis |
| --- | --------------- | ------------- | ----- | ----------------- | ---------------------------------------- | -------- |
| 1.  | 23. August 2009 | San Sebastián | Sand  | Jonathan Eysseric | Pedro Clar Rosselló Albert Ramos Viñolas | 7:5, 6:3 |